# Елисеев, Сергей Владимирович (чиновник)
Елисеев Сергей Владимирович (род. 5 мая 1971, Ставрополь) — российский государственный чиновник.
С апреля 2025 года — заместитель Полномочного представителя Президента Российской Федерации в Северо-Западном федеральном округе (курирует вопросы Калининградской области)
.
С 6 октября 2022 года за поддержку российской военной агрессии против Украины находится под санкциями всех стран Европейского союза, Великобритании, США и ряда других стран.

## Биография
Родился в 1971 году в Ставрополе, окончил Калмыцкий государственный университет и академию ФСБ.
В 1993—2005 годах С. В. Елисеев служил в органах Федеральной службы безопасности России, затем работал в коммерческих структурах.
С августа 2014 по ноябрь 2016 года был помощником, а затем заместителем главы Вологды — начальником административного департамента.
С ноября 2016 по июнь 2017 года являлся заместителем руководителя аппарата правительства Калининградской области. В июне 2017 года назначен главным федеральным инспектором по Калининградской области (состоял в аппарате полпреда президента РФ в Северо-Западном федеральном округе).
С 17 июля 2021 года по лето 2022 года — первый заместитель председателя правительства — руководитель аппарата правительства Калининградской области.
С лета 2022 года командирован в Херсон: 4 июля 2022 года назначен председателем правительства российской оккупационной Военно-гражданской администрации Херсонской области. 4 августа, после госпитализации главы ВГА Владимира Сальдо, назначен исполняющим обязанности главы Военно-гражданской администрации Херсонской области.
18 сентября 2022 года в связи с выздоровлением Сальдо сложил с себя полномочия и. о. Главы Военно-гражданской администрации Херсонской области и перешёл к своим основным обязанностям.
25 ноября 2022 года освобождён от замещаемой должности, награждён орденом Мужества и возвращён в Калининград, с 1 декабря 2022 года назначен на должность первого заместителя председателя правительства Калининградской области — полномочного представителя губернатора в законодательном собрании Калининградской области.
С 22 апреля 2025 года является заместителем Полномочного представителя Президента Российской Федерации в Северо-Западном федеральном округе по вопросам Калининградской области.
Женат, имеет двух дочерей и сына.

## Санкции
2 августа 2022 года внесён в санкционный список США «против элиты и компаний в секторах экономики, приносящих значительный доход российскому режиму».
29 сентября 2022 года внесён в санкционный список Канады «соратников режима» в отношении чиновников на оккупированных Россией территориях Украины «за содействие и поддержку фиктивных референдумов президента Путина».
4 октября 2022 года внесён в санкционные списки Великобритании за действия которые подрывают или угрожают территориальной целостности, суверенитету и независимости Украины.
6 октября 2022 года внесён в санкционные списки всех стран Евросоюза так как «входит в состав так называемого правительства оккупированной Херсонской области, ответственного за подготовку незаконного референдума за вхождение Херсона в состав Российской Федерации. Поэтому он несёт ответственность за поддержку и реализацию действий и политики, которые подрывают или угрожают территориальной целостности, суверенитету и независимости Украины».
По аналогичным основаниям также находится по санкциями Швейцарии, Австралии, Японии, Украины и Новой Зеландии.

## Оценки
По данным издания «Проект», Елисеева запомнили как серого, ничем не выдающегося чиновника, «свадебного генерала», который ходит по мероприятиям и произносит речи от имени Правительства.